# Hippacris diversa
Hippacris diversa är en insektsart som beskrevs av Rehn, J.A.G. och J.W.H. Rehn 1944. Hippacris diversa ingår i släktet Hippacris och familjen gräshoppor. Inga underarter finns listade i Catalogue of Life.